# 香港理工大學包玉剛圖書館
22°18′12″N 114°10′48″E / 22.303370°N 114.179884°E

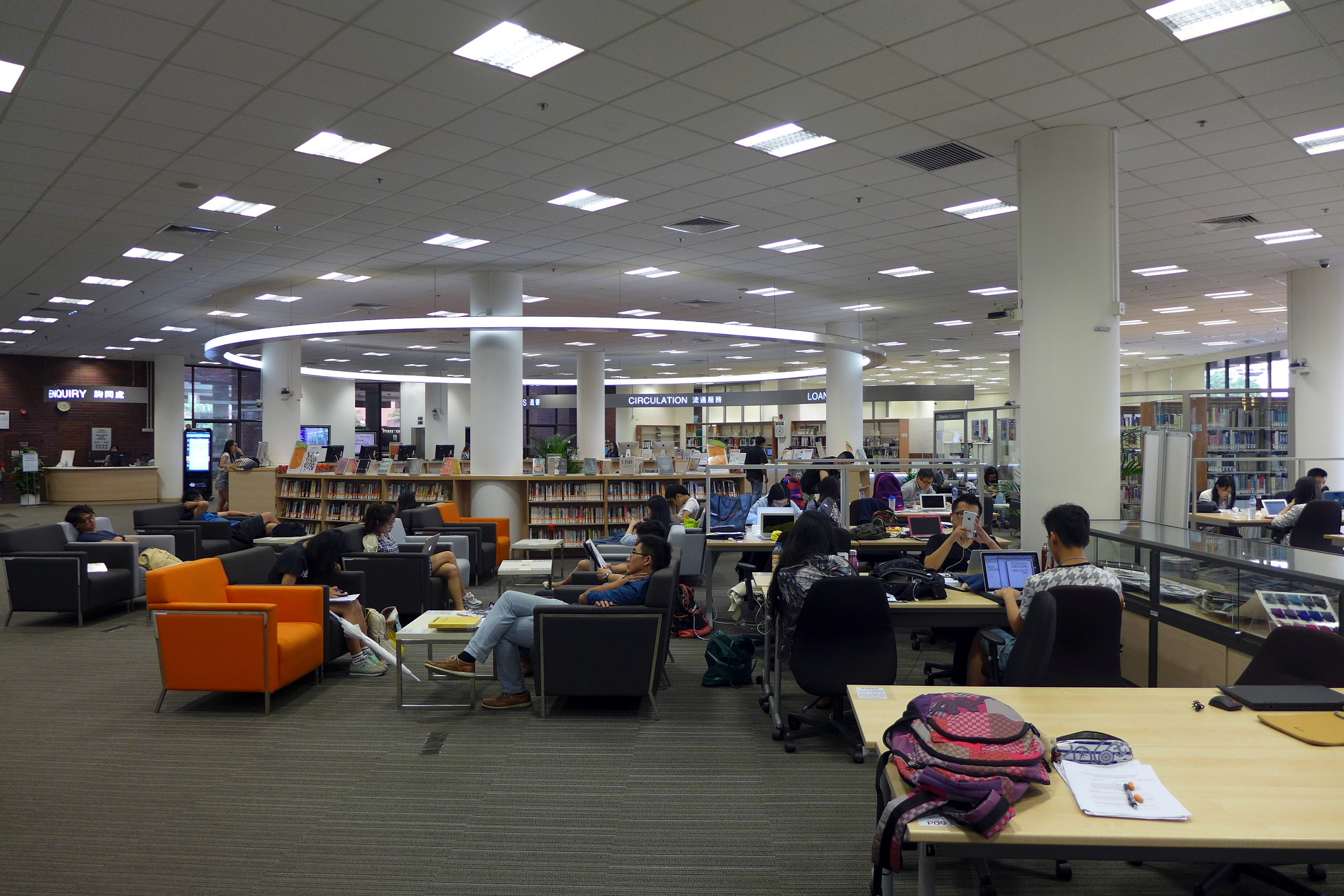
包玉剛圖書館平台層

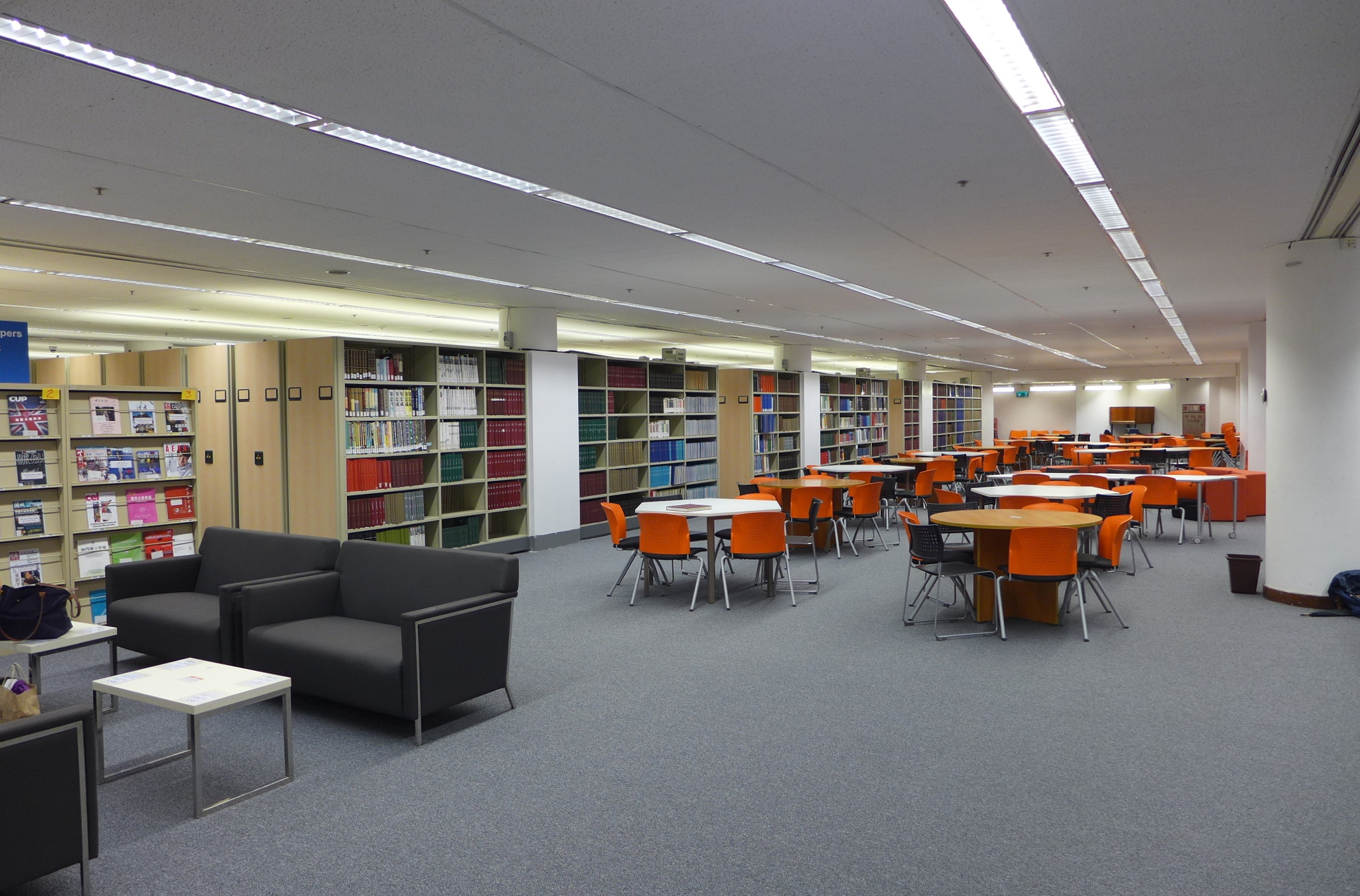
圖書館地下小組研討室

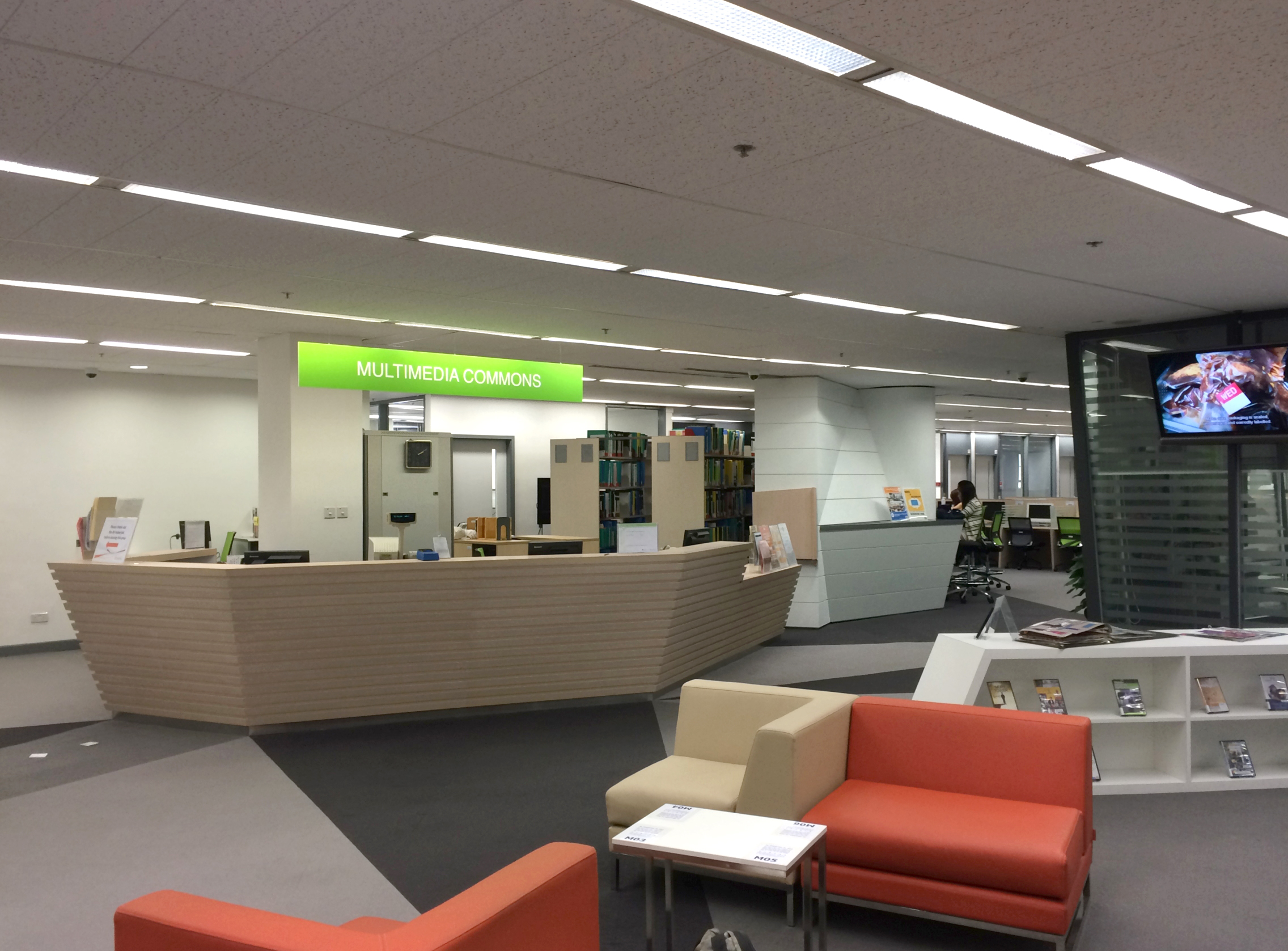
圖書館3樓視聽資料部

香港理工大學包玉剛圖書館是由香港理工大學設立的圖書館，主要用戶為其學生、校友及教職員。
圖書館現時為6層高(G/F至5/F)，共提供3600多個座位，並有超過400部電腦、打印機、24小時開放的閱讀室和大規模視聽資料館藏。面積達16,662平方米。理大包玉剛圖書館內有包括視聽資料在內的240萬實物館藏，另有36萬電子館藏。

## 沿革
1972年8月1日，香港理工學院圖書館成立。在1973至76年間，圖書館設有兩間分館，一間位於紅磡，另一間則位於港島鰂魚涌。1976年，圖書館兩個分館合併並遷至現址。1977年2月7日，由英國皇室雅麗珊郡主（Princess Alexandra）主持開幕儀式。1994年升格為大學，改名為香港理工大學圖書館。並於1995年12月20日改稱為香港理工大學包玉剛圖書館。

## 分層設施
| 樓層 | 南翼                                                                          | 北翼                                      |
| ---- | ----------------------------------------------------------------------------- | ----------------------------------------- |
| G/F  | 24小時閱讀中心、小組研討室、靜修室                                            | 流动書庫(分類號T - Z)、影印組、小組研習室 |
| 1/F  | 流动書庫(分類號Q - S)                                                         | 流动書庫(分類號L - P)、影印房             |
| 2/F  | 入口大廳、圖書館服務櫃檯、指定參考書、詢問處、新知中心、展覽廳、圖書館咖啡閣  | (非圖書館範圍)                            |
| 3/F  | 優化研究資訊中心、參考書庫、IT廊、參考諮詢、服務及技術支援                    | 視聽資料部                                |
| 4/F  | 流动書庫(分類號H - K)、影印房、研讀小間                                       | 流动書庫(分類號A - G)、研讀小間           |
| 5/F  | 近期期刊(分類號A-Z)、期刊合訂本(分類號QE-Z)、舊報紙、採購部、影印房、研讀小間 | 期刊合訂本(分類號A-QD)、研讀小間          |

索書號可參考：
地圖可參考：

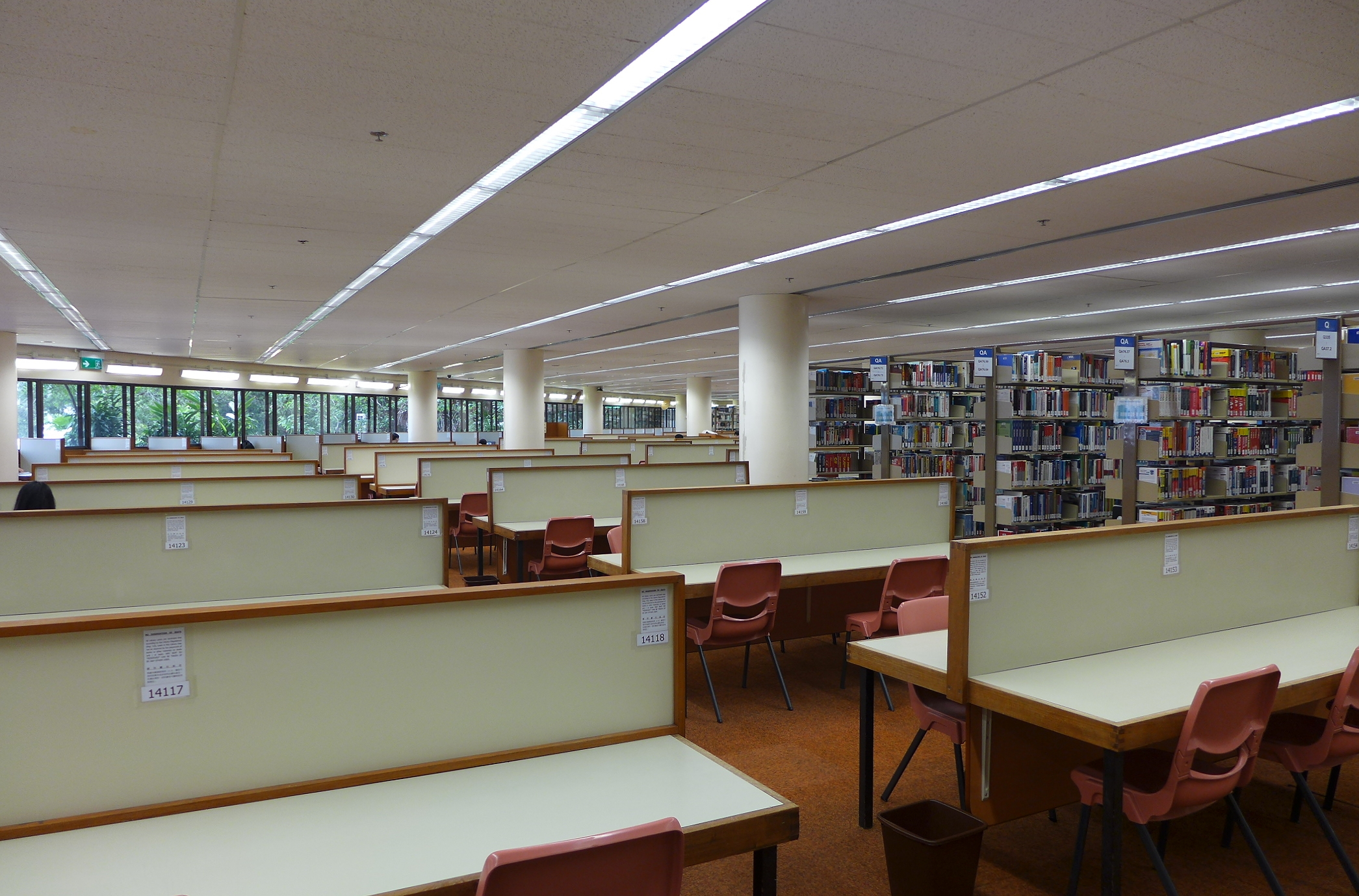
圖書館1樓流动書庫
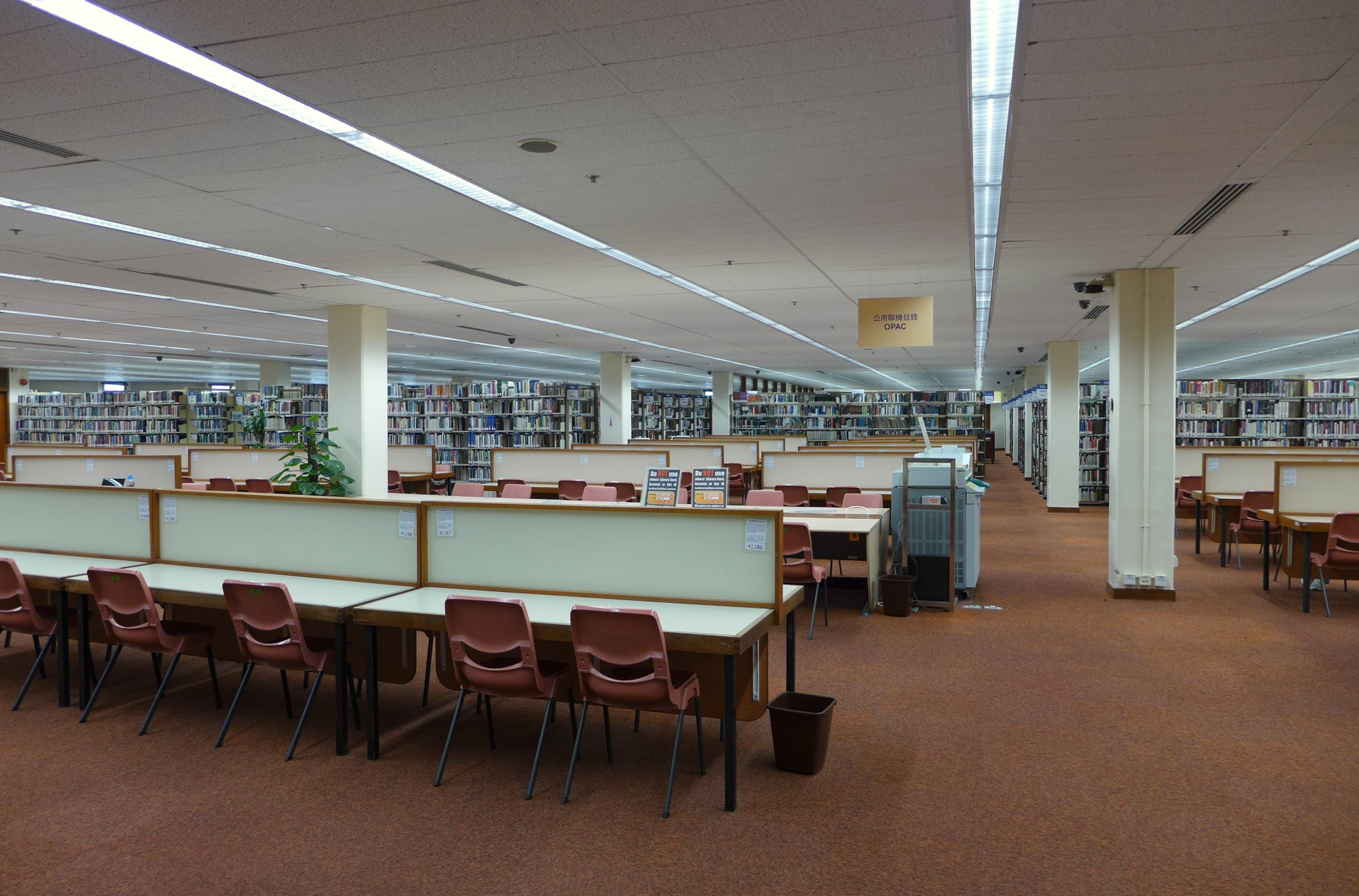
圖書館3樓參考書庫
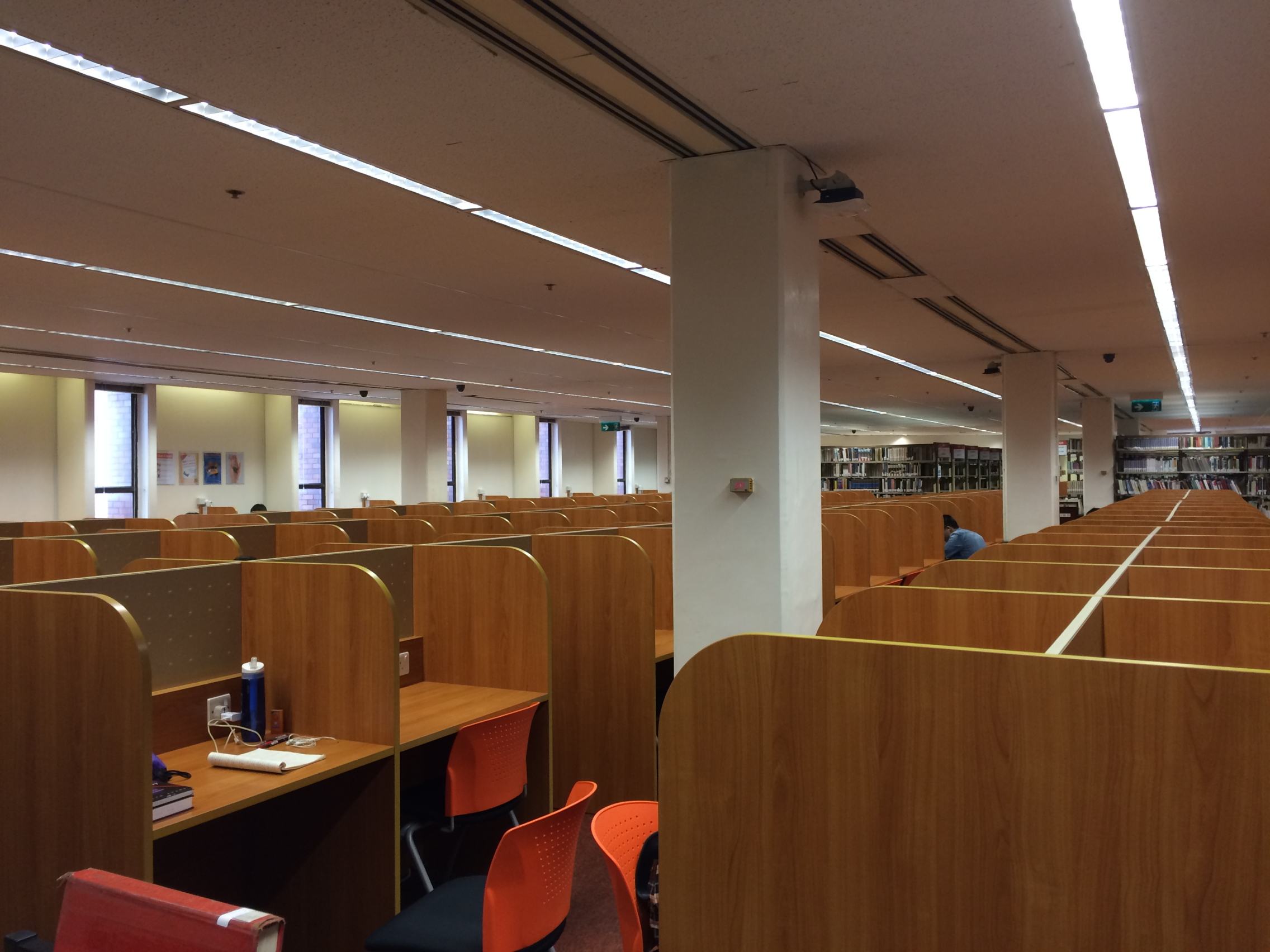
圖書館4樓研讀小間
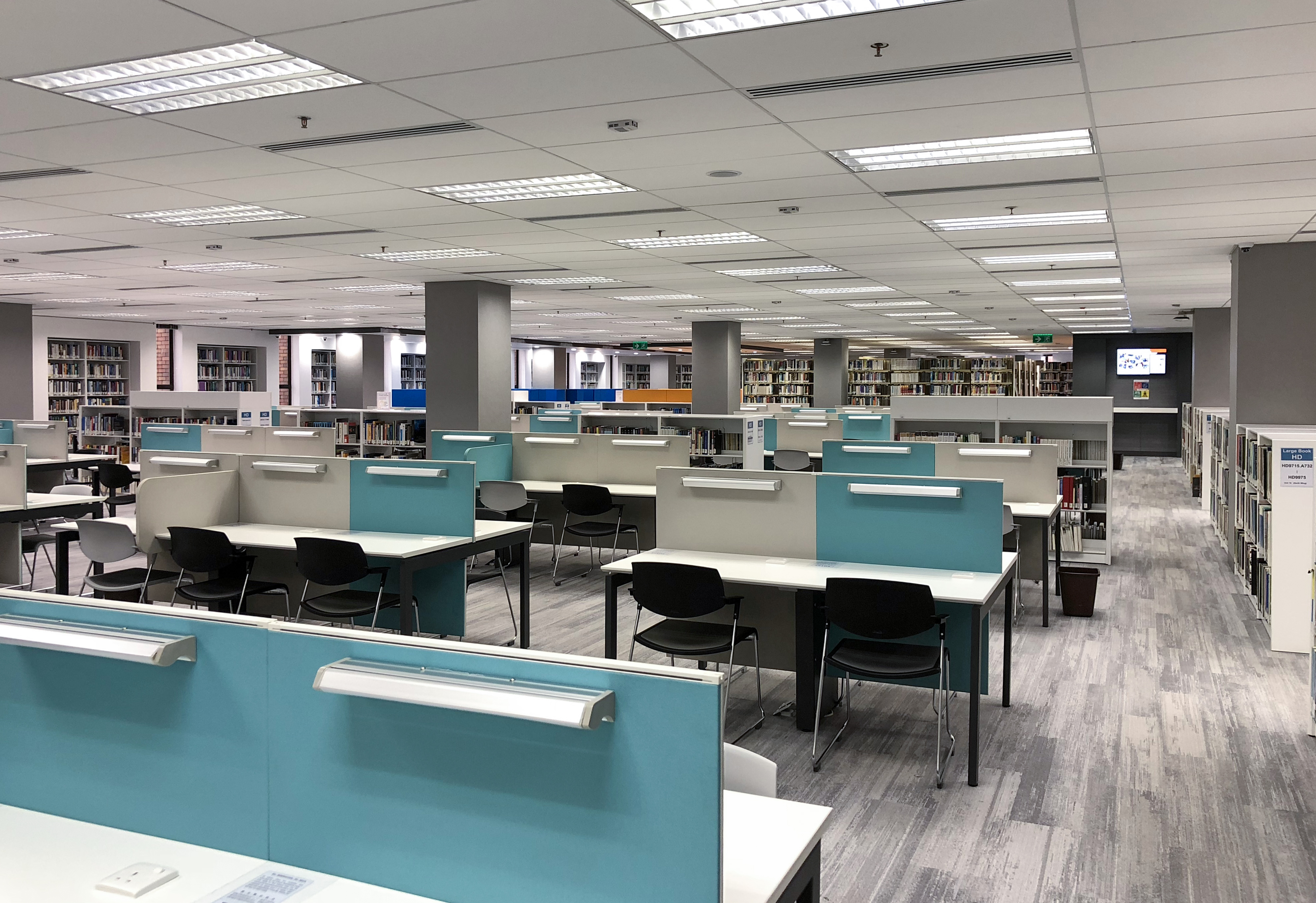
圖書館5樓
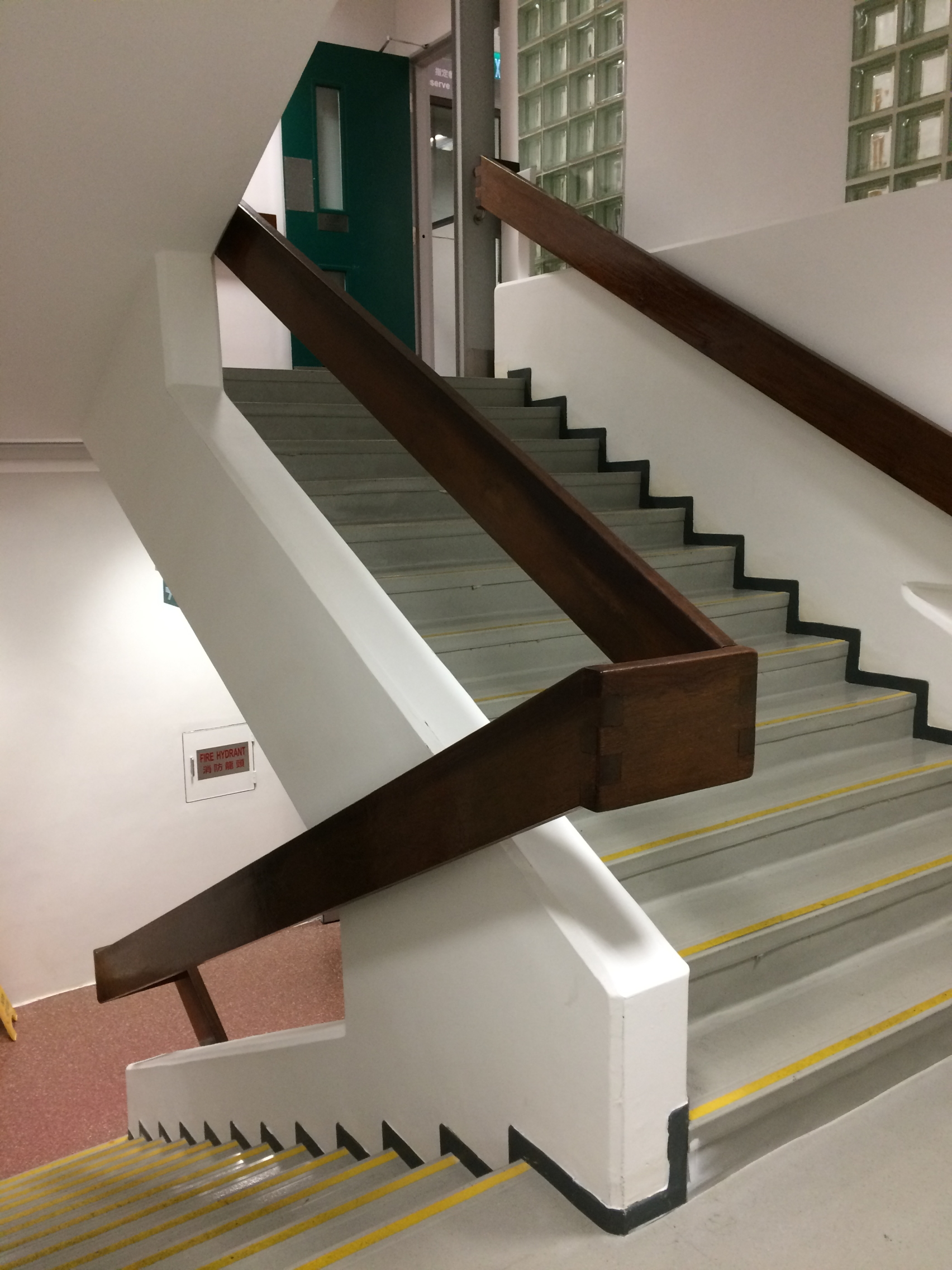
圖書館內的樓梯

## 翻新工程
香港理工大學於2010年8月開始為包玉剛圖書館進行遂步翻新及擴建工程。首階段已於2011年9月完成，範圍包括P/F的入口大廳及3/F的南翼部份。新設施包括優化研究資訊中心、新知中心、展覽廳、圖書館咖啡閣等。

## 外部參考
- 官方網站 （页面存档备份，存于）
- 包玉剛圖書館 YouTube 頻道 （页面存档备份，存于）
- 包玉剛圖書館 @ Facebook （页面存档备份，存于）
- 包玉剛 （页面存档备份，存于）圖書館 @ Twitter （页面存档备份，存于）
- 包玉剛圖書館 @ Google Map